# Шампо (Манш)
Шампо (фр. Champeaux) насеље је и општина у северној Француској у региону Доња Нормандија, у департману Манш која припада префектури Авранш.
По подацима из 2011. године у општини је живело 352 становника, а густина насељености је износила 82,05 становника/km². Општина се простире на површини од 4,29 km². Налази се на средњој надморској висини од 80 метара (максималној 103 m, а минималној 0 m).

## Демографија
| 1962. | 1968. | 1975. | 1982. | 1990. | 1999. | 2011. |
| ----- | ----- | ----- | ----- | ----- | ----- | ----- |
| 282   | 314   | 352   | 324   | 330   | 320   | 352   |

График промене броја становника у току последњих година